# А (тибетская буква)

рукописный умэ

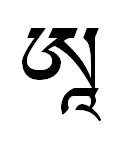
Али кали а (долгая)

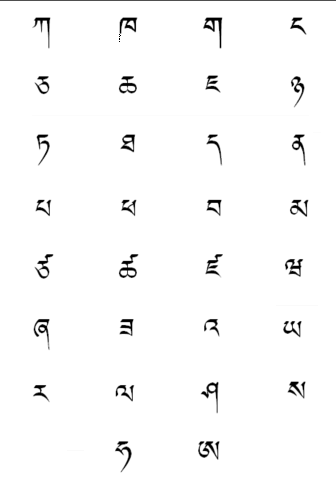
Тибетский алфавит

А (большая а) — последняя буква тибетского алфавита, относится к мужским буквам. Используется для обозначения гласных звуков в начале слога. В отличие от малой а  большая А в слоге может быть только слогообразующей буквой, сочетается со всеми тибетскими огласовками и может сочетаться с финалями (джеджуг), с подписными, приписными и надписными буквами не употребляется.
В тексте используется для обозначения числа «30», с огласовками «акикуи» — 60, «ажабкьюу» — 90, «адренбуэ» — 120 и «анароо» — 150 (Алфавитная запись чисел).
В тибетских словарях раздел буквы А занимают меньше одного процента объёма, но сама буква А считается самым коротким вариантом произнесения Сутры Праджняпарамиты и часто встречается в начале мантр, как например в мантре Ом мани падме хум — 

## Слова

Символ тигле в дзогчен
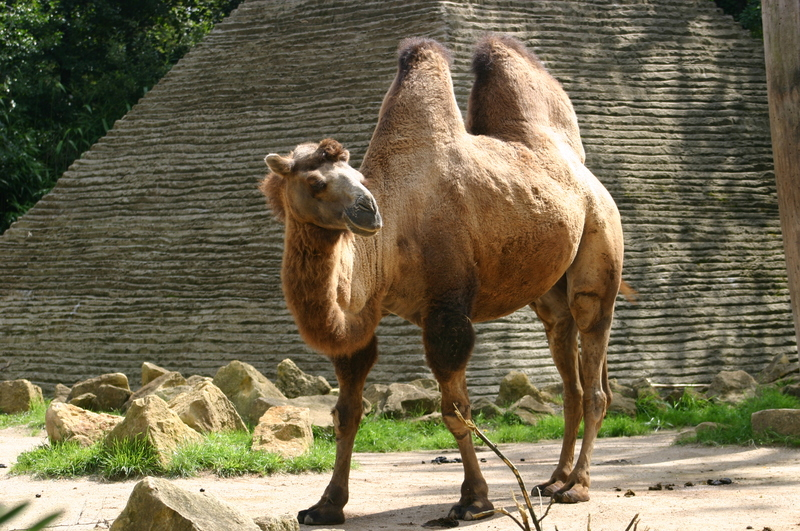
Амон — верблюд